# Cesare Cesariano
Cesare di Lorenzo Cesariano, conocido como Cesare Cesarino (Milán, ca. 1483- ibídem, 1543), fue un arquitecto, pintor y escritor italiano de temas artísticos. Se sabe muy poco de su formación, pero se cree que mayormente fue autodidacta. 

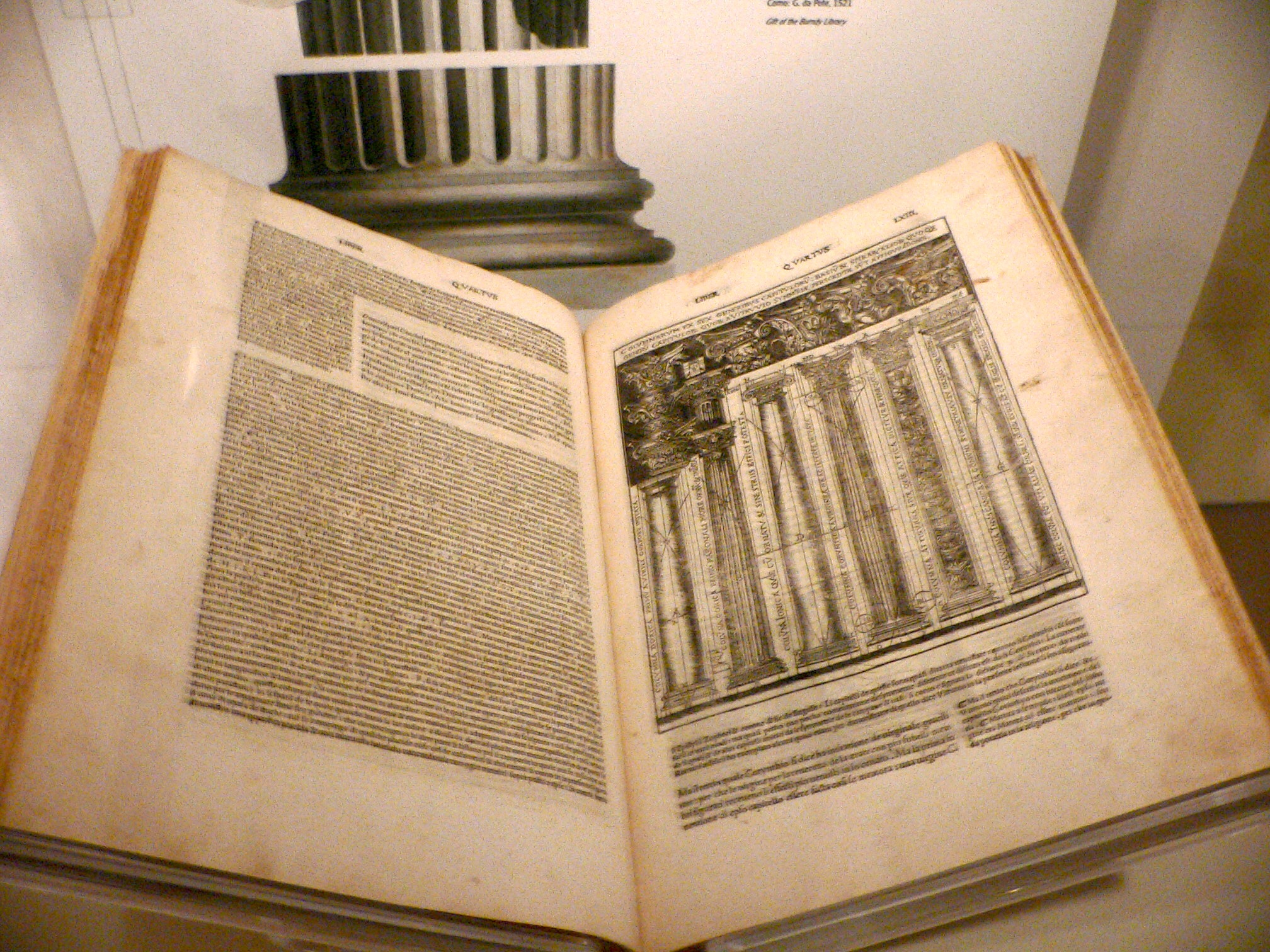
Edición de 1521 de Vitruvius De architectura en italiano, traducido e ilustrado por Cesare Cesariano.

Teórico de la arquitectura en Milán, conoció a Donato Bramante, según la vida de Bramante escrita por Giorgio Vasari, quien narra una aún no probada entrevista con Cesarino:
"Decidido [Bramante] a ver al menos algo notable, se trasladó a Milán para conocer la catedral, donde se encontraba un tal Cesare Cesariano, reputado y buen geómetra y arquitecto, que comentaba a Vitruvio. Enfurecido por no haber la remuneración que él mismo se había prometido, César se volvió tan extraño que se negó a trabajar más, y convertido en un salvaje, murió más como una bestia que como una persona ".

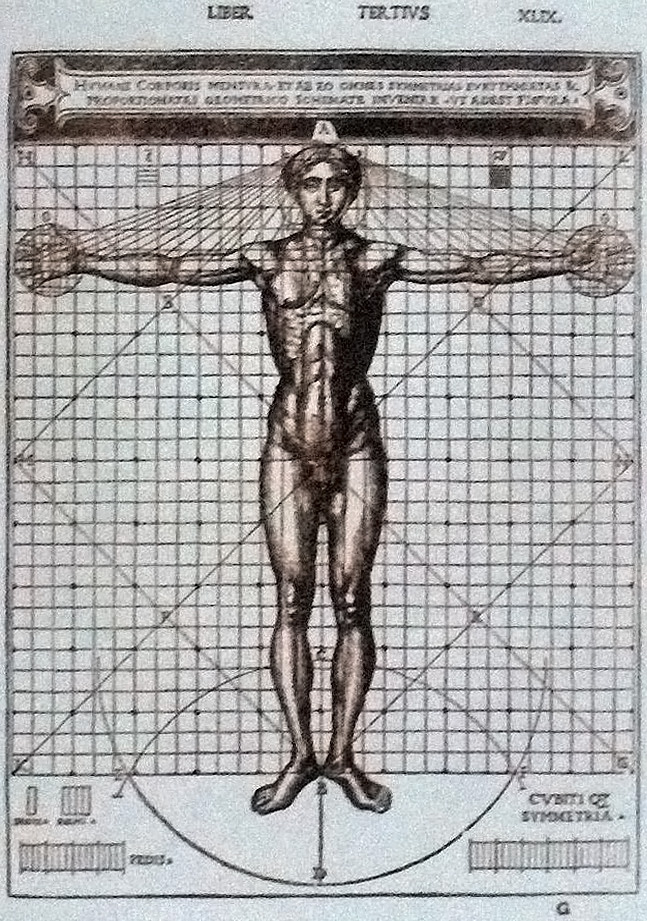
Homo ad circulum vitruviano, ilustración de la edición del Commento a Vitruvio de Cesare Cesariano (1521).

A Cesariano se le recuerda principalmente como el primer traductor del tratado De Architectura de Vitruvio a una lengua moderna (italiano), con su comentario añadido. Se publicó con el título: Di Lucio Vitruuio Pollione de architectura libri dece : traducti de latino in vulgare affigurati: commentati: & con mirando ordine insigniti: per il quale fácilmente potrai truare la multitudine de li abstrusi & reconditi voculabi a li soi loci & in epsa tabula con summo studio expositi & enucleati ad immensa utilimo studio expositi & enucleati ad immensa utilitate de ciascuno studioso & beniuolo di epsa opera.
Se publicó, con ilustraciones xilográficas copiosas, en la ciudad de Como, en 1521. La edición contiene 360 páginas y la tirada alcanzó los 1300 ejemplares. Fue plagiado en breve en las ediciones publicadas en Venecia, pero ambas fueron superadas por la edición de Daniele Barbaro, con ilustraciones de Andrea Palladio, de 1556.
El lenguaje técnico de Vitruvio estaba plagado de dificultades. Leon Battista Alberti era de la idea de que los latinos creían que Vitruvio escribía en griego y los griegos, creían que lo hacía en latín. Lo impenetrable del latín vitrubiano y la falta de ilustraciones dio libertad a los diseñadores del Renacimiento, que tuvieron que interpretar la arquitectura de la Antigüedad partiendo de ese texto, y con ello crearon la arquitectura de los siglos XV y XVI. 
Cesariano interpretó las descripciones de Vitruvio basándose en la geometría de la arquitectura sacra medieval, muestra claramente las diferencias entre los tres modos de representación de edificios descritos por Vitruvio: planta (ichnographia), representación plana de la fachada (orthographia) y
alzado en perspectiva (scaenographia). También y gracias al interés que tenía por la figura humana, ilustra el principio vitruviano de la symmetria, donde establece  la equivalencia que se puede medir entre las proporciones de la figura humana y la arquitectura. Propuso una relación directa entre el círculo y el cuadrado: en donde el círculo rodea exactamente al cuadrado, y dentro de esa construcción  la figura humana tiene que estirarse considerablemente para ajustarse a ella. Exactamente de igual manera, las partes de los templos deben guardar una proporción de simetría perfectamente apropiada de cada una de ellas respecto al conjunto total en su completa dimensión.
Cesariano se vuelve interesante por ello, al aportar una idea clara de la percepción que los hombres del Renacimiento tenían de la arquitectura de la Antigüedad clásica. De hecho, el espíritu de la catedral tardogótica de Milán se puede reconocer en algunos de los grabados en madera de Cesariano. 
Las ilustraciones de Cesariano, aunque no tan influyentes como las de Sebastiano Serlio, tuvieron alguna influencia en el vocabulario pintoresco y clasicista del manierismo nórdico o manierismo de Amberes.